# Târgu Jiu
Târgu Jiu je město v rumunském Valašsku. Je centrem župy Gorj, leží na úpatí Karpat, žije zde přibližně 74 tisíc obyvatel.
Město se nachází na řece Jiu, prochází ním důležitá železniční trať, spojující východ Sedmihradska s Valašskem.
Ve městě se nachází sochařský, urbanistický, krajinářský komplex památníku padlým z 1. světové války. Jeho autorem je Constantin Brâncuși, od roku 2024 je zapsán na seznam světového dědictví UNESCO.